# Rivoluzione Spagnola del 1854

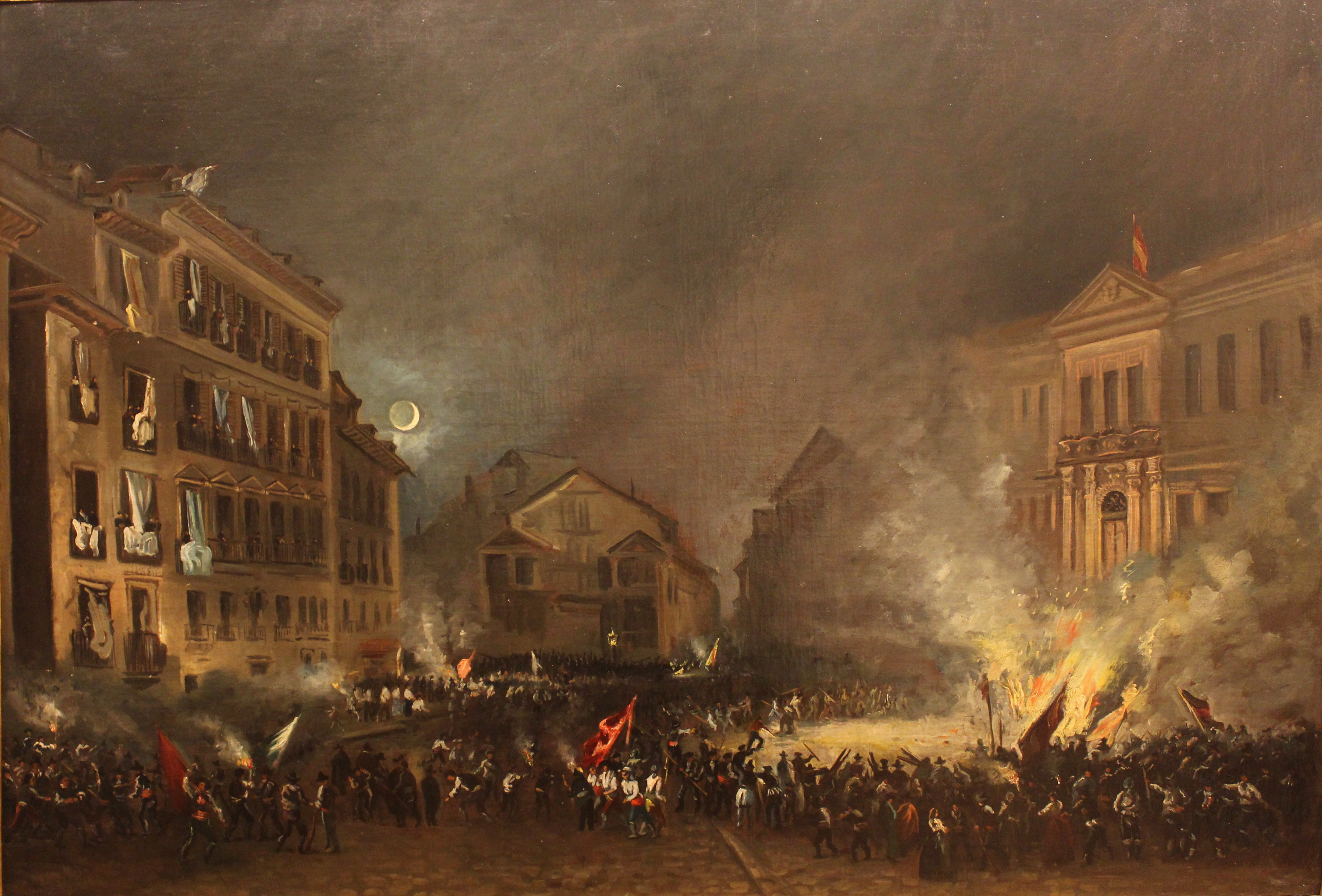
Episodio della Rivoluzione Spagnola del 1854 in Puerta del Sol, Madrid.

La Rivoluzione Spagnola del 1854, conosciuta anche con il nome di Vicalvarada (per  gli scontri avvenuti vicino a Vicálvaro), è  stata una rivoluzione di stampo militare causata dalle rivolte popolari avvenute tra il 28 giugno e il 28 luglio del 1854 durante il regno di Isabella II. È considerata l'evento che cambiò il volere politico dell'epoca permettendo il cambiamento da un governo di stampo moderato durato dieci anni (decada moderada, 1844-1854)  a un governo di stampo progressista che durerà due anni (bienio progresista, 1854-1856).

## Cause
La Rivoluzione fu causata da una serie di malcontenti provocati dal governo di Luis José Sartorius che, in quel momento, governava sostenuto dal volere della regina ma senza il consentimento del Parlamento. Questa situazione permise un avvicinamento delle parti del governo moderato di Ramón María Narváez con i progressisti di Baldomero Espartero che, contrari al governo di  Luis José Sartorius, si ribellarono con le armi con la volontà di obbligare Isabella II a cambiare il governo con uno sostenuto dal Parlamento.
In un primo momento, la ribellione non riuscì ad avere tutto il successo aspettato ma, dopo una serie di cambi ideologici da parte dei ribelli politici (specialmente un profondo cambio sull'idea di come dovevano essere riscosse le imposte), questi  cominciarono ad avere sempre più appoggio popolare. Con il Manifesto di Manzanares, scritto da Antonio Cánovas del Castillo, le ideologie delle varie fazioni contrarie al governo di Luis José Sartorius furono unificate in un unico movimento con aspirazioni progressiste e democratiche.
Le rivolte pubbliche armate a supporto del nuovo manifesto cominciarono in tutte le grandi città spagnole, specialmente a Barcellona (14 luglio) e Madrid (17 luglio). Malgrado gli intenti di riportare la pace da parte del governo, come il colloquio tra Ángel de Saavedra y Ramíres  de Baquedano (nuovo capo di governo dopo la destituzione di José Sartorius) e il generale ribelle Leopoldo O'Donnel, la situazione non migliorò fino al 26 di luglio del 1854 quando, su consiglio della madre, Isabella II richiamò a Madrid il generale Baldomero Espartero e il generale Leopoldo O'Donnel per formare un nuovo governo progressista con l'appoggio del Parlamento.
Con questo nuovo governo comincerà il periodo conosciuto come "Bienio progrestista", fortemente influenzato dalla persona del generale Baldomero Espartero e dalle sue idee progressiste di modernizzazione dello stato sul modello inglese.